# Неплотный газовый гигант

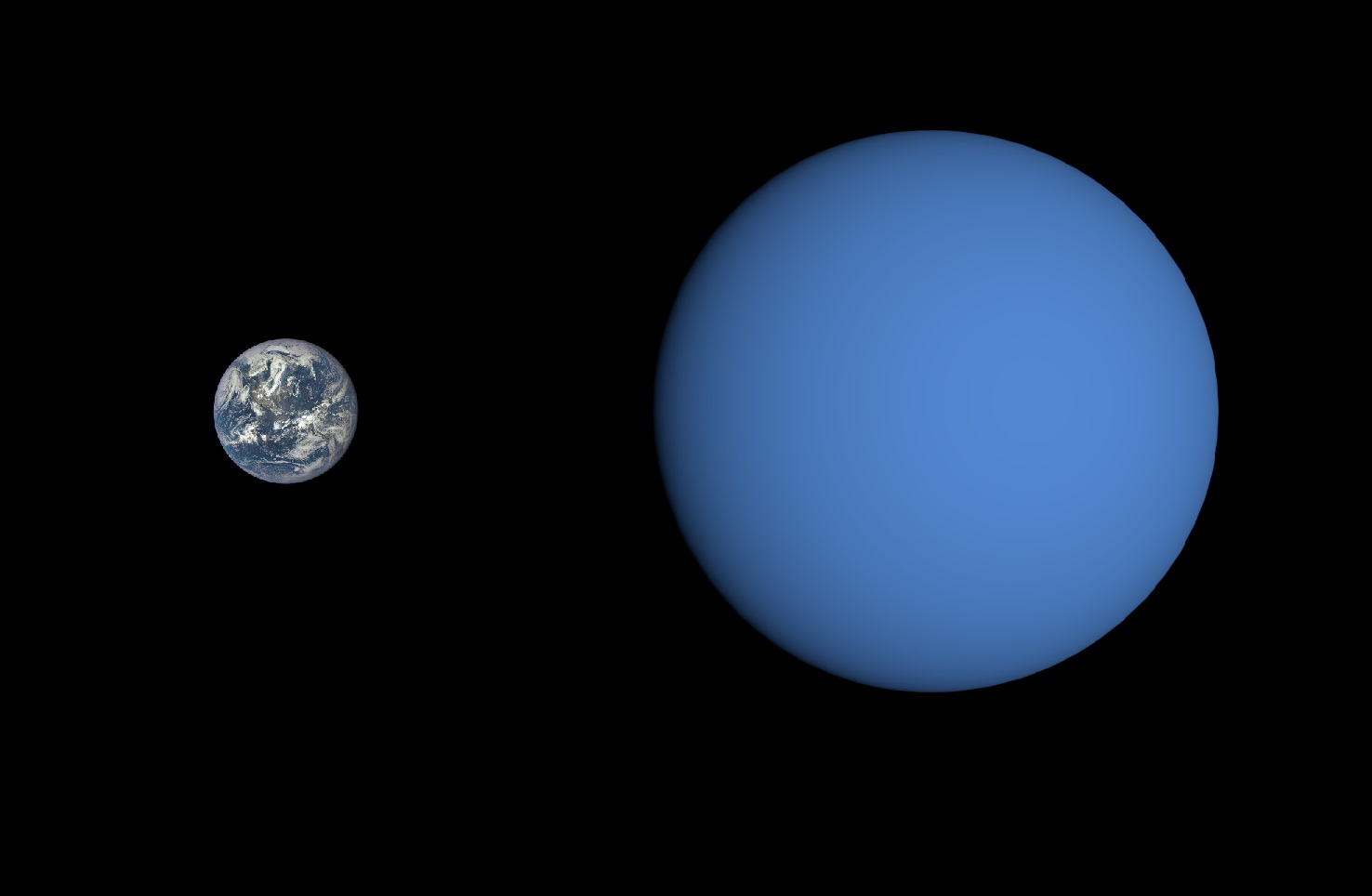
Gliese 3470 b — один из представителей суперпаффов, в сравнении с Землёй

Неплотный газовый гигант (или суперпафф, от англ. super-puff) — класс экзопланет, которые характеризуются небольшой массой всего в несколько масс Земли, но при этом имеющие очень большой радиус, больше, чем у Нептуна. Отличаются от рыхлых планет тем, что они не такие горячие и имеют меньшие размер и массу.
Самыми неплотными суперпаффами являются планеты в системе Kepler-51, имеющие плотность менее 0.1 г/см3. Планеты были открыты в 2012 году, а об их плотности стало известно два года спустя.
Внутреннее строение таких планет достоверно неизвестно. Одна гипотеза предполагает, что из суперпаффа постоянно происходят непрерывные выбросы пыли в верхние слои атмосферы, поэтому планета кажется больше, чем есть на самом деле. Считается, что именно так выглядит планета Gliese 3470 b. Также считается, что некоторые планеты, которые считаются суперпаффами, могут иметь меньшие размеры, чем это определяется астрометрическими методами, и, соответственно, являться более плотными планетами с большой системой колец, как у Сатурна или даже ещё большего размера. Примером такой планеты может служить HIP 41378 f.